# Humus

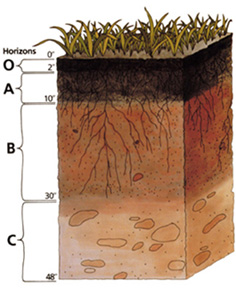
Profil där O-horisonten är 5 cm (2") tjock.

Humus är saprofytiskt nedbrutna växt- och djurdelar i förnan, vars ursprung inte längre kan identifieras med blotta ögat. Den viktigaste källan till humus är lignin som blivit modifierat av brunrötesvampar och mjukrötesvampar. På obrukade jordar utgör humus huvuddelen av det översta marklagret – den så kallade O-horisonten, också kallad råhumus. Humuslager kan dock saknas på hälleberg, rasbranter, bergstoppar, glaciärbottnar etc. Humus kan delas upp i mull, mår, torv och dy. 
För att jämföra humushalten i jordprover kan en lösning av ammoniak hällas genom jorden. Den färgas då brun, och ju brunare den är desto högre är humushalten. Sjöar kan ha humusämnen i vattnet och man säger då att sjön är humös. Humösa sjöar är ofta näringsfattiga (oligotrofa), och har ett lågt pH till följd av de urlakade humussyrorna. Avsättningar av humus på sjöbotten bildar jordarten dy.

## Jordmånsprocesser
Jordmånsprocesserna påverkas av bland annat organismer och klimatfaktorer, som varierar över tiden i det stora perspektivet. Vatten perkolerar genom humuslagret, varpå det sker en nertransport av humussyror och katjoner till underliggande geologiska lager.